# Кошава (Тимиш)
Кошава (рум. Coșava) насеље је у Румунији у округу Тимиш у општини Куртеа. Oпштина се налази на надморској висини од 202 m.

## Прошлост
По "Румунској енциклопедији" место се помиње 1405. године. Године 1717. пописано је у месту 30 кућа. Постојала је стара православна црква брвнара из 1776. године, која је 1891. године поклоњена суседном селу Кошевици.
Аустријски царски ревизор Ерлер је 1774. године констатовао да место (са именом које је добило по ветру) припада Фачетском округу, Лугожког дистрикта. Село има поштанску станицу а становништво је било претежно влашко. Када је 1797. године пописан православни клир ту су два свештеника Поповића. Пароси, поп Дамаскин (рукоп. 1782) и поп Димитрије (1789) служили су се само румунским језиком.

## Становништво
Према подацима из 2002. године у насељу је живело 451 становника.

### Попис2002.
| Расподела становништва по националности 2002.‍ | Расподела становништва по националности 2002.‍ | Расподела становништва по националности 2002.‍ | Расподела становништва по националности 2002.‍ | Расподела становништва по националности 2002.‍ |
| --------------------------------------------- | --------------------------------------------- | --------------------------------------------- | --------------------------------------------- | --------------------------------------------- |
|                                               |                                               |                                               |                                               |                                               |
| Румуни                                        | Румуни                                        |                                               | 409                                           | 92,1%                                         |
| Роми                                          | Роми                                          |                                               | 35                                            | 7,9%                                          |